# Giovanni Battista Giorgini (1898-1971)
Giovanni Battista Giorgini, soprannominato Bista (Forte dei Marmi, 25 agosto 1898 – Firenze, 2 gennaio 1971), è stato un imprenditore italiano, esponente della famiglia Giorgini.

## Biografia
Giovanni Battista Giorgini discendeva dalla famiglia dei Giorgini, originari di Montignoso (Lucca). Suo bisnonno Carlo, fratello del senatore Giovanni Battista Giorgini e cognato di Vittoria Manzoni, ottava figlia di Alessandro Manzoni, fu Deputato del Regno d'Italia. Il padre, Vittorio Giorgini (1860-1919) aiutava il fratello Alessandro nell'azienda di famiglia dedita al commercio del marmo, fu buon pittore dilettante e molto amico di Filadelfo Simi. La madre, Florence Rochat (1860-1942) era valdese, originaria della Svizzera francofona. Il ragazzo crebbe dunque in un ambiente colto e cosmopolita. Il fratello del nonno Giovanbattista, professore di diritto a Pisa e Siena, deputato e poi senatore, fu relatore della legge istituiva dello Stato unitaio approvata dal parlamento di Torino il 17 marzo 1861. L'altro fratello, Giorgio, comandava col grado di colonnello i Presidi di Orbetello al momento della sosta di Giuseppe Garibaldi a Talamone, durante la spedizione dei mille. Avendo dato al generale le armi e le munizioni richieste, fu richiamato a Firenze e subì un processo.
A 19 anni Giovanni Battista, Chiamato in famiglia Bista come suo prozio, seguì le orme familiari e si offrì volontario per partecipare alla Prima Guerra mondiale. Dopo l'addestramento raggiunse il fratello Carlo al campo base di Vicenza, ma non andò mai in prima linea a causa dell fine del conflitto.
Nel 1921 si sposò con la savonese Zaira Augusta Nanni con la quale ebbe tre figli: Graziella, Vittorio e Matilde. Nello stesso anno fu tra i fondatori della sezione dei Fasci di Combattimento a Forte dei Marmi e prese parte alla Marcia su Roma. Tuttavia la sua adesione al Fascismo fu di breve durata. Nel 1923 si trasferì a Firenze dove decise di mettersi in proprio aprendo la “G.B. Giorgini & Co. Import-export” in via Calzaioli 9. Selezionato un campionario di artigianato italiano di altissima qualità compì, nel 1924, il suo primo viaggio commerciale negli Stati Uniti. In pochi anni la sua attività di esportatore crebbe al punto da permettergli di acquistare la Villa medicea della Topaia, sulle pendici della collina di Careggi.
Sviluppò i contatti con la “Casa Italiana della Columbia University”, l'“Italy America Society” e l'YMCA, “Young Men's Christian Association”, diventando segretario della sezione fiorentina del suo corrispondente italiano, l'"Associazione Cristiana dei giovani".
Il crollo della borsa di New York del 1929 diede un duro colpo alla sua attività lavorativa dal momento che gli ordini si fermarono completamente. Fu costretto a vendere la villa, ma ripagò personalmente ai fornitori i debiti che i clienti americani non erano riusciti a onorare. Nei primi anni trenta aprì un negozio di arredamento "Le tre stanze", collaborando con l'architetto [[Giò Ponti]]. A causa delle difficoltà causate dalle politiche autarchiche del Regime aprì un ufficio a Barcellona esportando prodotti spagnoli. Durante la Seconda guerra mondiale comandò un posto di frontiera a Bagni di Vinadio, sulle Alpi occidentali, trasferendovi anche la famiglia. Rientrati fortunosamente a Firenze con l'aiuto della Comunità Valdese, i Giorgini si stabilirono a Bellosguardo (Firenze). Subito dopo l'arrivo degli Alleati, il 4 agosto 1944, Giorgini fu inacaricato di aprire il negozio riservato alle truppe. Solo poche settimane dopo fu inaugurato in via Calzaioli l'“Allied Forces Gift Shop”. Ripresa la sua attività di esportatore, Giorgini si recò negli Stati Uniti nel 1947, dove acquisì come clienti i maggiori grandi magazzini, I. Magnin, Macy's, Tiffany & Co., Bonwit Teller, Bergdorf Goodman, Neiman Marcus.
Abile uomo d'affari vide subito la potenzialità della moda italiana, allora pressoché sconosciuta nel mondo. Tutto si svolgeva a Parigi, dove i pochi stilisti non francesi aprivano i loro atelier (Cristóbal Balenciaga, Elsa Schiaparelli, etc.). Giovanni Battista Giorgini prese l'iniziativa di organizzare il “First Italian High Fashion Show” presso la sua residenza privata di Firenze, villa Torrigiani. La sfilata si tenne il 12 febbraio 1951 alla presenza di sei importanti compratori americani, che, come lui stesso affermò in varie interviste, si recarono a Firenze come semplice visita di cortesia. Si trattava di : Gertrude Ziminsky per B. Altman and Company di New York, John Nixon per Henry Morgan di Montreal, Ethel Francau, Jessica Daves e Julia Trissel per Bergdorf Goodman di New York, Stella Hanania per I. Magnin di San Francisco. Giorgini aveva programmato di presentare diciotto modelli di dieci case di moda italiane. Fra coloro che presentarono i loro modelli ci furono : l'atelier Carosa (della principessa Giovanna Caracciolo), Alberto Fabiani, l'atelier Simonetta (della duchessa Simonetta Colonna Visconti), Emilio Schuberth, le Sorelle Fontana, Jole Veneziani, la sartoria Vanna (di Manette Valente), Vita Noberasco e Germana Marucelli. Si aggiunsero per il prêt-à-porter Emilio Pucci, "La Tessitrice dell'Isola" (della baronessa Clarette Gallotti) e la maglieria di Mirsa (della marchesa Olga Cisa Asinari di Grésy)
Nella presentazione successiva, tenutasi al Grand Hotel nel giugno del 1951, Giorgini lanciò anche il diciottenne romano Roberto Capucci di cui nel 2019 Anna Fendi dirà: Roberto Capucci è il Dio della moda. L'ha fatta lui, l'ha inventata lui l'alta moda italiana. Ne La moda proibita - Roberto Capucci e il futuro dell'alta moda Ottavio Rosati racconta, utilizzando degli attori, il trucco con cui Giorgini riuscì ad aggirare l'opposizione degli stilisti affermati, alla partecipazione del giovane debuttante di genio che conquistò l'attenzione dei buyers americani e della stampa internazionale. Non potendo far sfilare le modelle, Giorgini decise di far vestire con gli abiti di Capucci le figlie e le loro amiche invitate al ballo finale. La sua intraprendenza, la qualità dei prodotti, il livello dei compratori e l'appoggio dei giornalisti specializzati, tra cui Bettina Ballard, direttrice di Vogue e Irene Brin, corrispondente di Harper's Bazaar, furono gli ingredienti del successo delle manifestazioni.
A partire da quel momento si iniziò veramente a parlare di moda italiana. Dal luglio 1952, nella Sala Bianca di Palazzo Pitti, si organizzarono due sezioni di sfilate all'anno, una a gennaio e l'altra a luglio per anticipare le sfilate delle maisons francesi. A presentare i loro modelli ci furono: la Sartoria Antonelli, Roberto Capucci, Vincenzo Ferdinandi, l'atelier Carosa, Giovannelli-Sciarra, Polinober, Germana Marucelli, la Sartoria Vanna, Jole Veneziani e Cesare Guidi; sedici ditte presentarono sportswear e boutique. Una giovanissima Oriana Fallaci inviata dal settimanale Epoca ne raccontò la cronaca. Nel 1950, da un'idea di Giorgini, nacque "Italy at Work" una mostra di oggetti di artigianato artistico italiano che, aperta al Brookliyn Museum di New York, divenne itinarante toccando 12 città.
Nel 1954 nacque il Centro di Firenze per la moda italiana, che ebbe come suo primo direttore Mario Vannini Parenti.
Nel 1961, in occasione del "Festival of Italy" tenuto a Filadelfia per celebrare il centesimo anniversario dell'Unità, Giorgini organizzò al Commercial Museum una sfilata si 21 Case di moda italiana. In quell'occasione ricevette dal Sindaco la cittadinanaza onoraria. Giorgini si dimise dal ruolo di direttore operativo delle sfilate fiorentine nel 1965, anche a causa delle tensioni tra gli stilisti e delle contrapposizioni tra le città, Roma in particolare, che volevano acquisire le presentazioni della moda. Considerato l'inventore del marketing moderno, l'abbinamento di cultura, imprenditoria e mondanità, Giorgini fu definito dalla stampa dell'epoca "ambasciatore del Made in Italy" e "padre della moda italiana". Oggi gli viene riconosciuto il merito di aver fatto apprezzare nel mondo i nostri prodotti, permettendo allo stile italiano di affermarsi sui mercati internazionali. Allargò infatti l'orizzonte delle sue esportazioni, organizzando fiere e presentazioni in Sudafrica, Australia, Hong Kong e Giappone. Qui collaborò in particolare con Isetan, il più importante grande magazzino del Paese.
Nel 1961/'62 aprì a Firenze una galleria d'arte contemporanea, "Quadrante", affidandone la gestione alla figlia Matilde.
Rilevò anche una storica fabbrica di ceramiche artistiche la "Este ceramiche e porcellane" di Este (PD) fondata alla fine del'700 dal celebre Girolamo Franchini che era rimasta chiusa per anni, rivitalizzandola e portandola al successo.
Giorgini morì il 2 gennaio 1971 a Firenze, a Villa Torrigiani (in Giardino Torrigiani), e fu tumulato nel Cimitero degli Allori in via Senese.

## Archivio personale
Il suo archivio personale è stato depositato nel 2005 dagli eredi all'Archivio di Stato di Firenze. Comprende 72 album relativi alle manifestazione della moda in Italia e all'estero 1951 al 1965, contenenti inviti, programmi, fotografie e la completa rassegna stampa nazionale e internazionale. Contiene inoltre diari, lettere e tutti i documenti sulla sua attività lavorativa dal 1923 al 1971. Nel 2001 il nipote Neri Fadigati ha creato una associazione, l'Archivio Girogini, per gestire e valorizzare la raccolta che ha collaborato nel corso degli anni a molte iniziative come la mostra sulla moda italiana tenutasi nel 2014 al Victoria and Albert Museum di Londra.